# Túrin II
En el universo imaginario de J. R. R. Tolkien y en los apéndices de la novela El Señor de los Anillos, Túrin II, hijo de Thorondir, fue el vigésimo cuarto Senescal Regente de Gondor. Nació en Minas Tirith en 2815 T. E..

## Historia
Sucedió a su padre en 2882 T. E.. Durante su gobierno, Ithilien fue completamente abandonado por los ya escasos pobladores, debido a que los orcos de Mordor asolaban la región. Esto obligó a Túrin a restaurar el refugio de Henneth Annûn y ocultarlo, para mantener allí una importante guarnición de montaraces que hostigaran a las fuerzas de Sauron. También la isla de Cair Andros fue fortificada para poder proteger Anórien.
En Ithilien del Sur la cosa fue distinta, pues los haradrim cruzaban permanentemente el Río Poros y llegaban hasta Emyn Arnen. En 2885 T. E. los hombres del Harad finalmente invadieron Ithilien con un gran ejército. El Senescal Túrin les salió al encuentro en los Vados del Poros, auxiliado por el Rey Folcwine de Rohan. Se produjo entonces la Batalla de los Vados del Poros, en la que Gondor salió victoriosa. Lamentablemente, cayeron en batalla ambos hijos del Rey de Rohan, Folcred y Fastred, quienes fueron enterrados juntos en un túmulo a las orillas del río, que pasó conocerse con el nombre de “Haudh in Gwanûr” "(...)y los enemigos de Gondor temían pasar junto a él." (ESDLA Ápendice A) 
Túrin II murió en el año 2914 T. E., tras 32 años de reinado y a los 99 de edad. Fue sucedido por su hijo Turgon.